# Sophie Gengembre Anderson
Pour les articles homonymes, voir Anderson et Gengembre.
Sophie Gengembre Anderson, née en 1823 à Paris et morte le 10 mars 1903 à Falmouth, Angleterre, est une peintre qui a peint de nombreux portraits réalistes. Elle aimait dessiner les enfants, et incrustait souvent dans ses œuvres de petits animaux tels que des chatons, des oiseaux ou des papillons.

## Biographie
Fille de l'architecte parisien Charles A.C. Gengembre et d'une mère née en Angleterre, Sophie Gengembre étudie la peinture auprès d'Aimée Brune-Pagès et de Charles de Steuben à Paris. Elle expose pour la première fois en public au Salon de 1847 à Paris en présentant une nature morte.
À la révolution de 1848, les Gengembre émigre aux États-Unis (Cincinnati, Ohio) où Sophie Gengembre se marie avec un artiste britannique, Walter Anderson. En 1854, elle part exposer ses œuvres en Angleterre à la Royal Academy pendant un an. Son travail est classé dans le mouvement préraphaélite.

## Galerie d'images

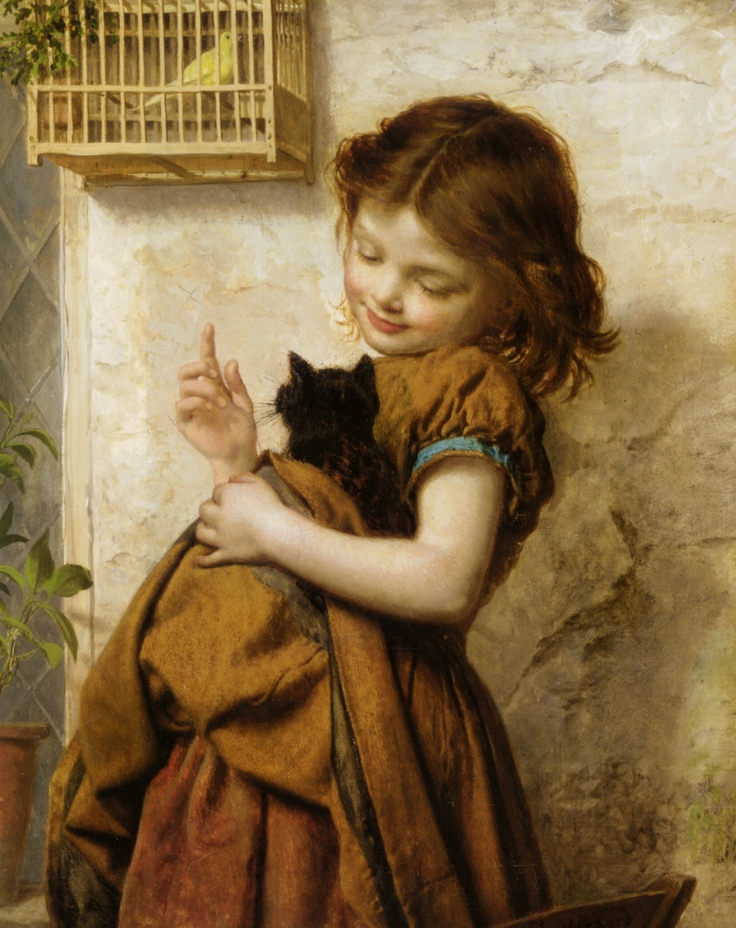
Son animal préféré
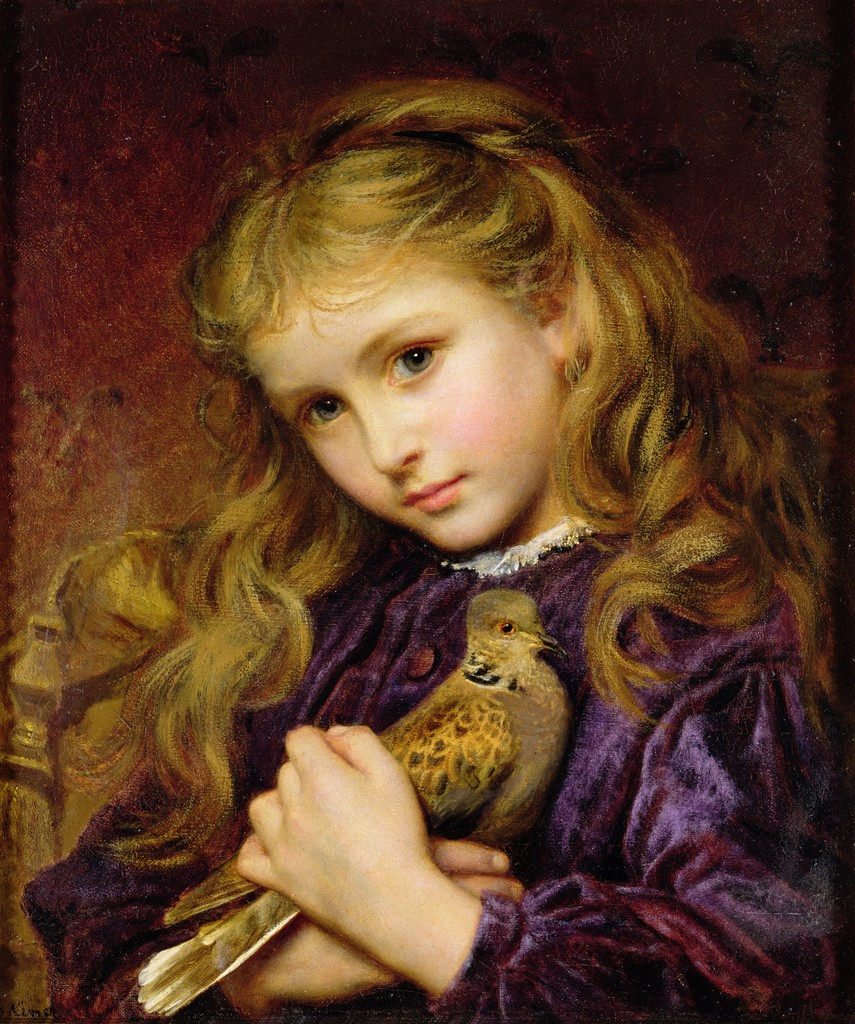
La tourterelle
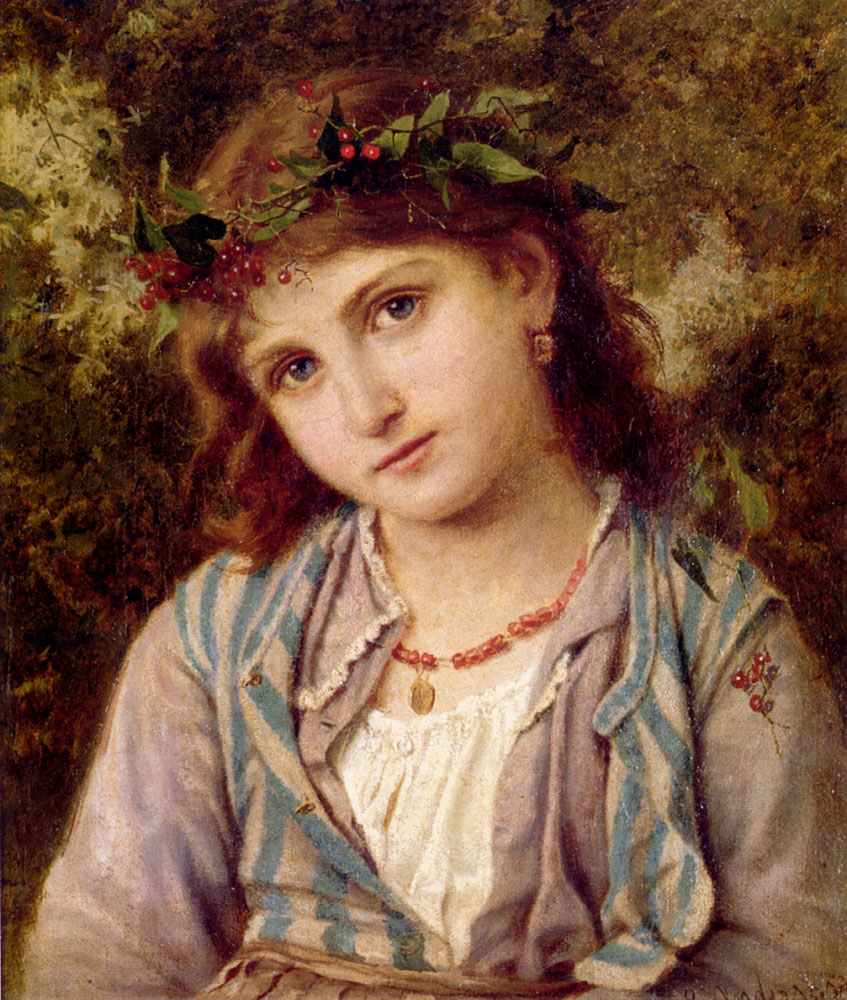
An Autumn Princess
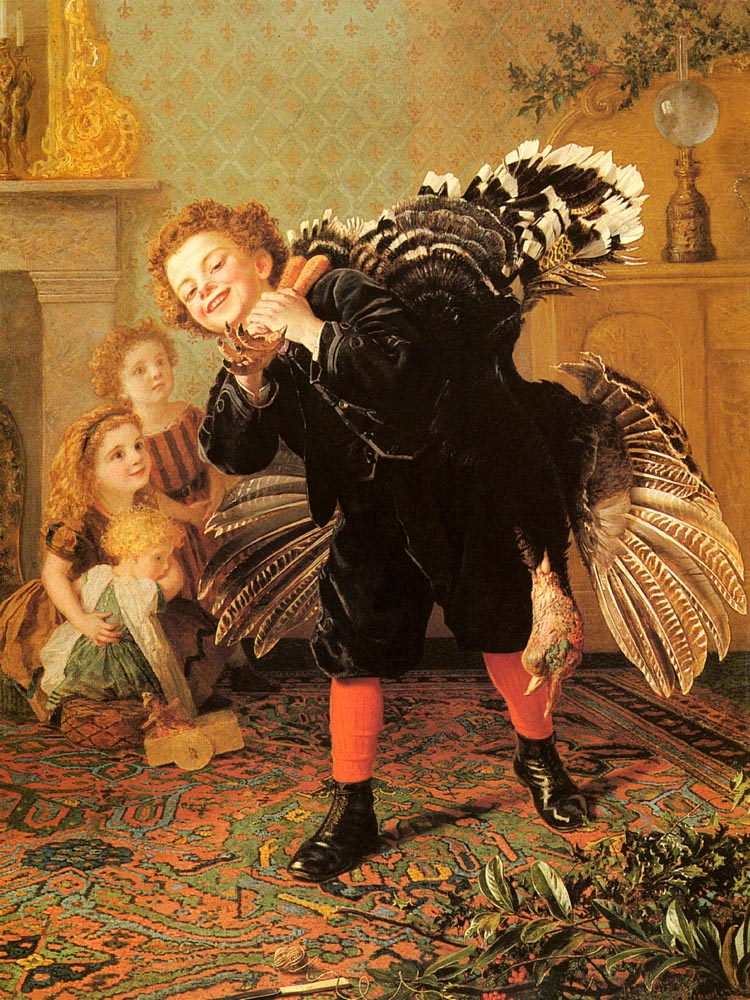
Christmas Time Heres The Gobbler
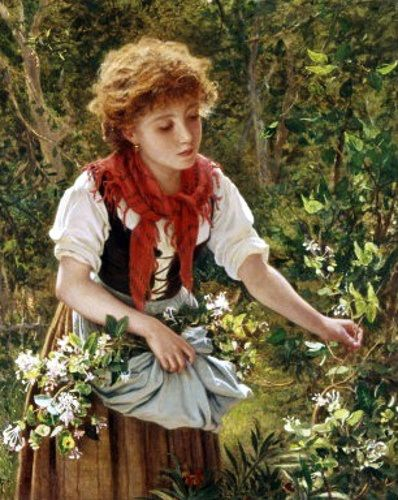
Cueillant le chèvrefeuille
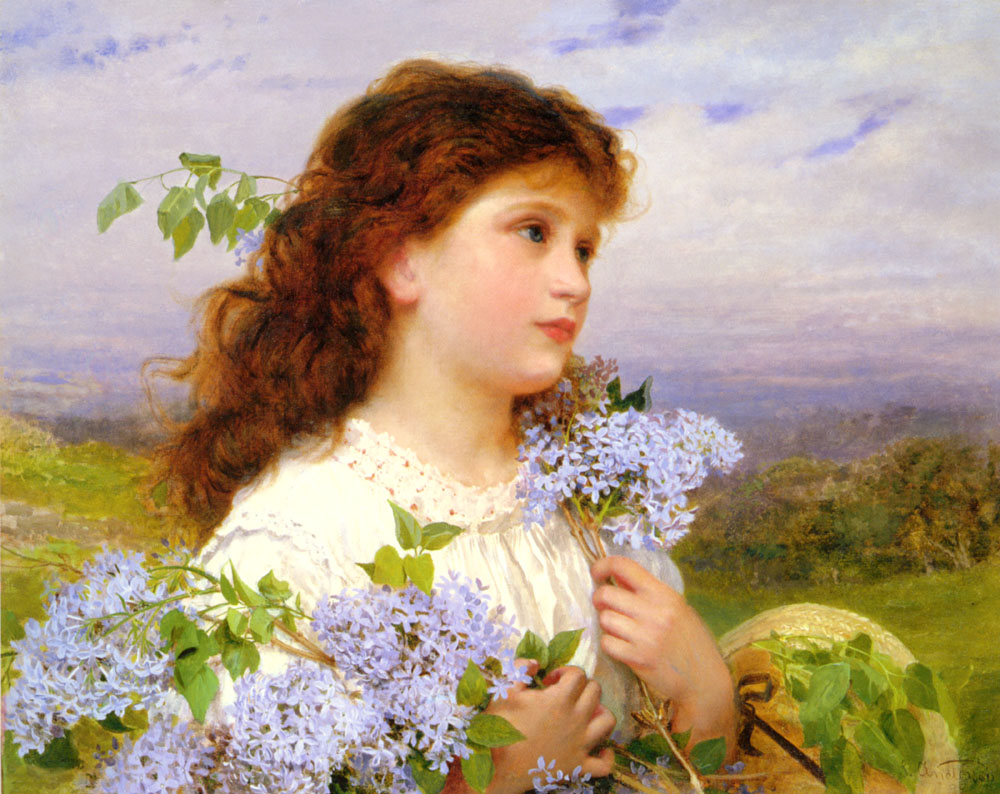
Le temps des lilas
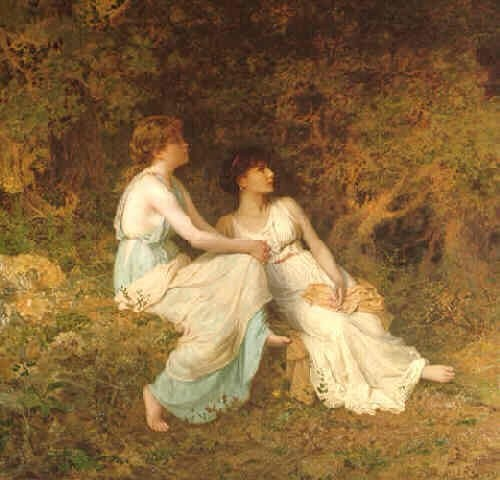
Chant d'oiseau
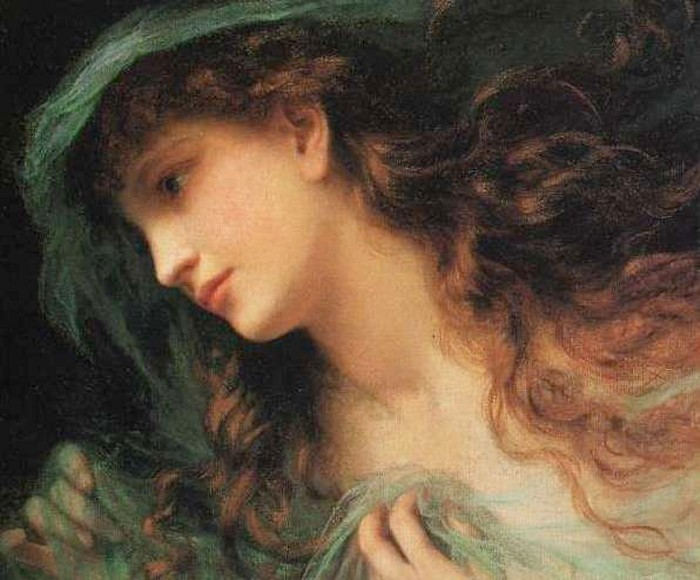
Tête d'une nymphe
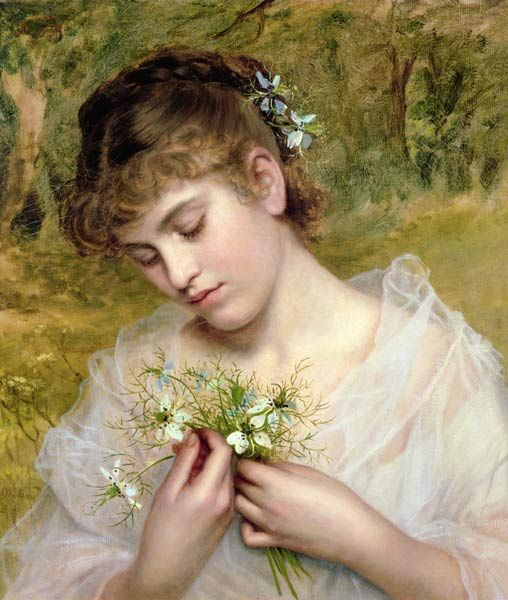
Love In a Mist
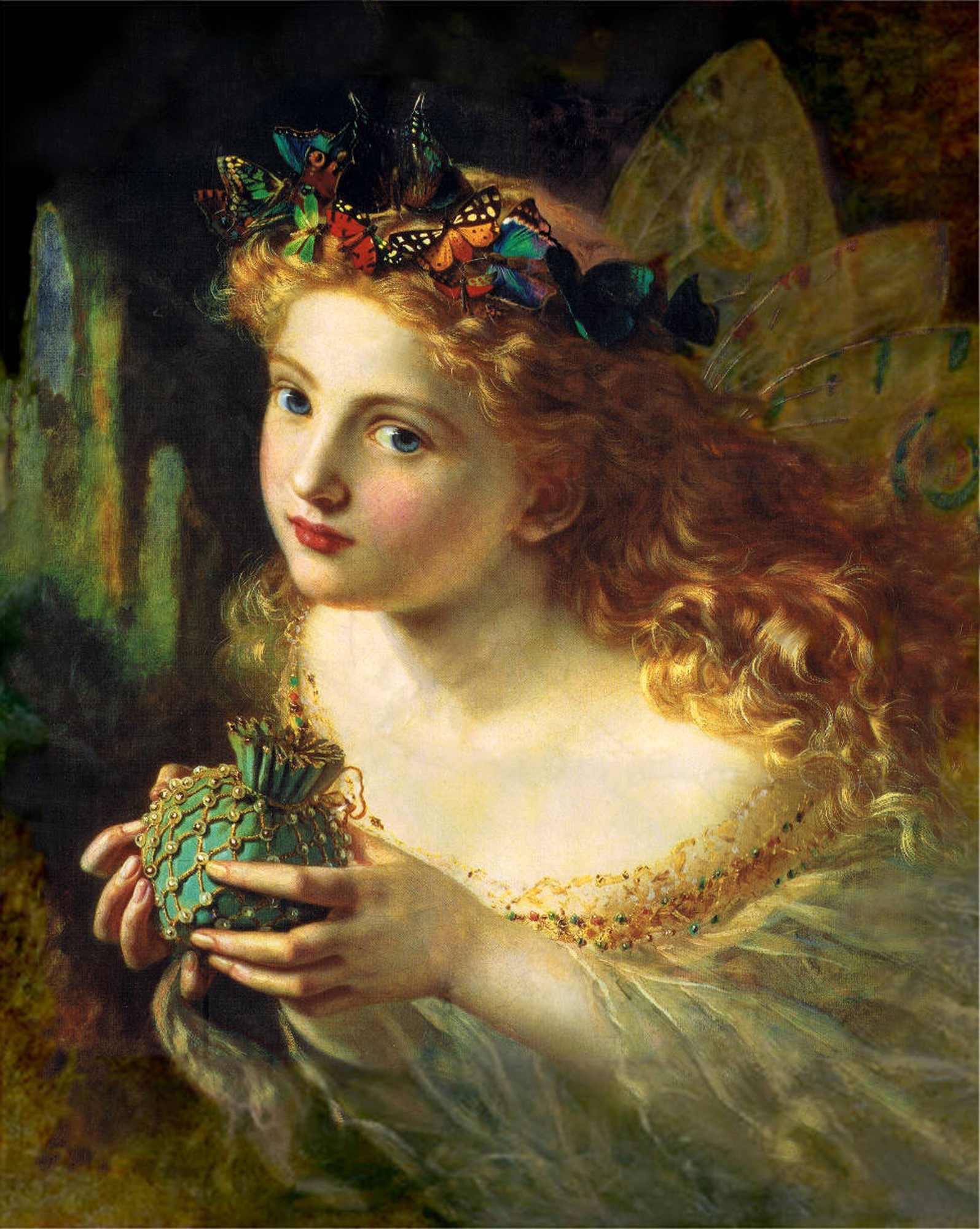
Take the Fair Face of Woman
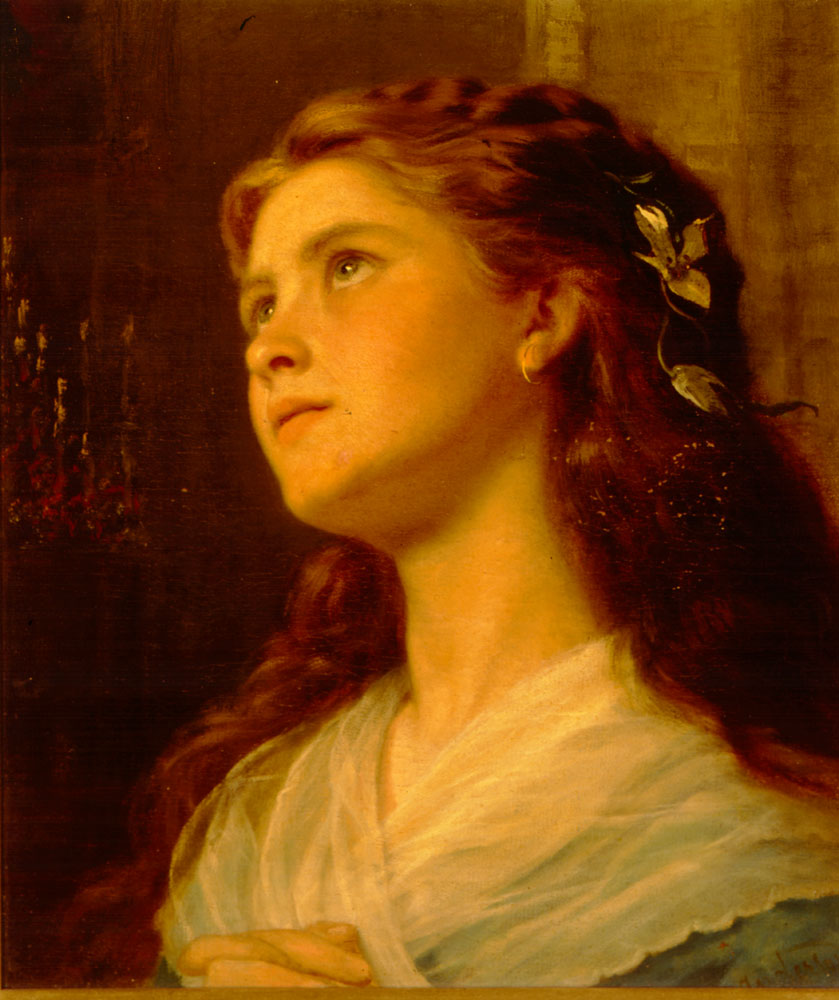
Portrait d'une jeune fille
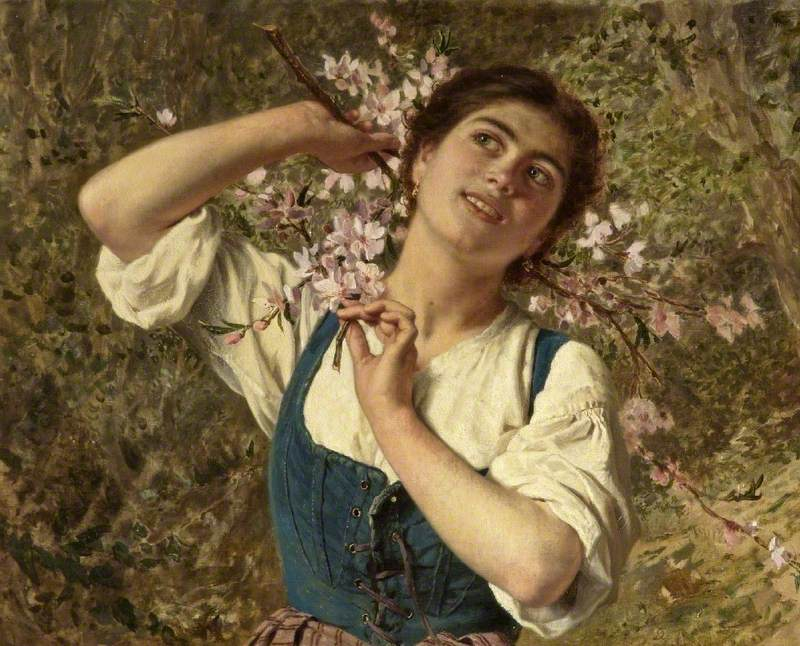
Capri Girl with Flowers
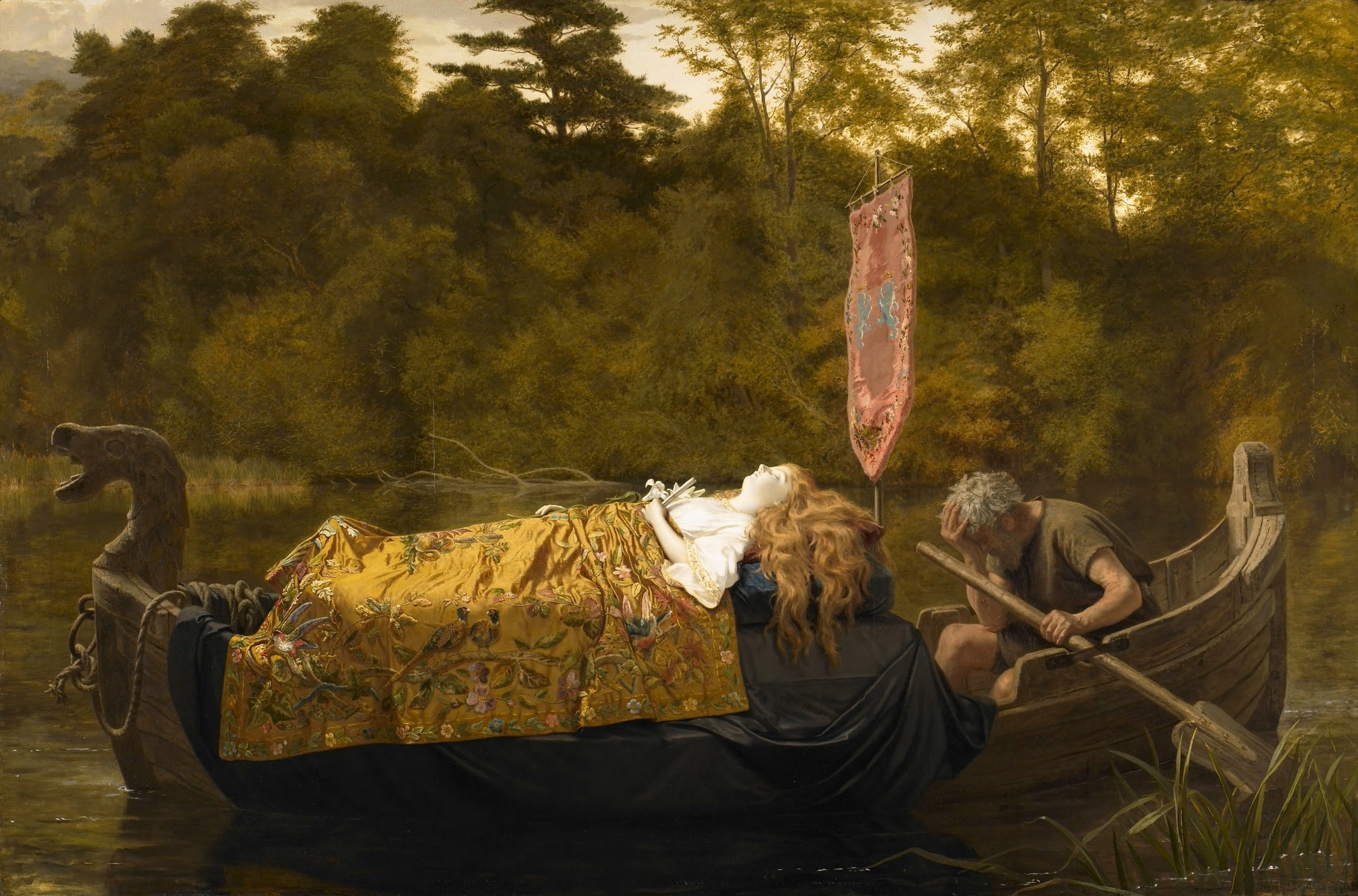
Elaineor, The Lily Maid of Astolat
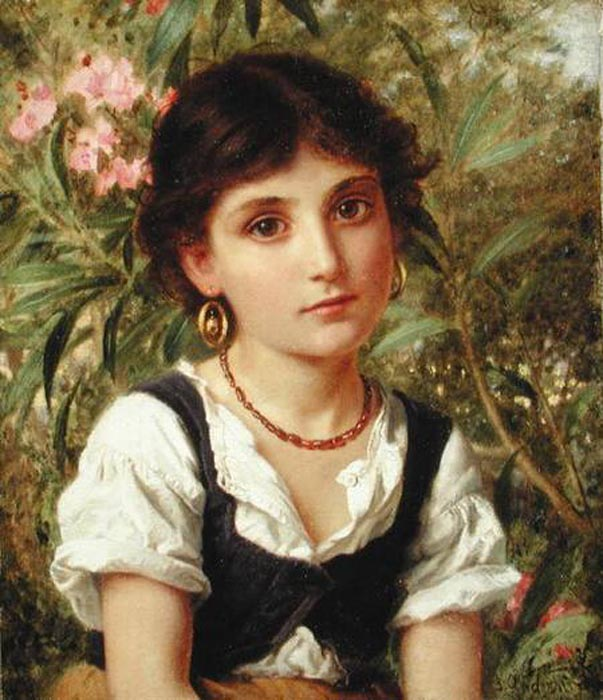
Far Away Thoughts.jpg
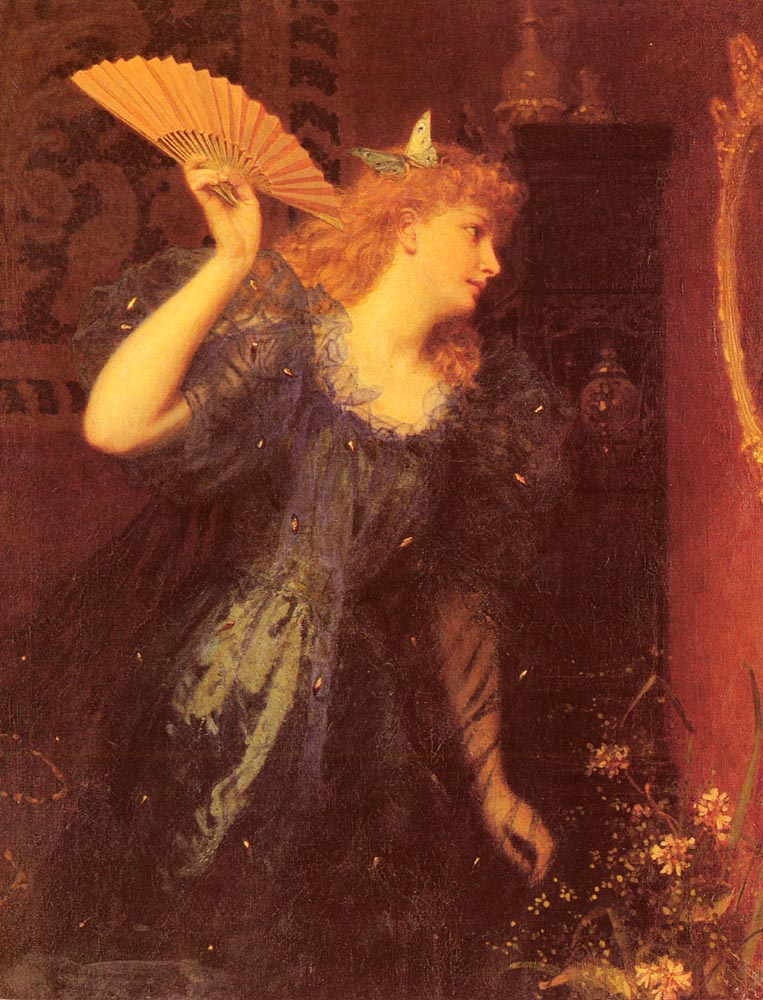
Prête pour le bal